# Campanula angustiflora
Campanula angustiflora är en klockväxtart som beskrevs av Alice Eastwood. Campanula angustiflora ingår i släktet blåklockor, och familjen klockväxter. Inga underarter finns listade i Catalogue of Life.